# Milan Nový

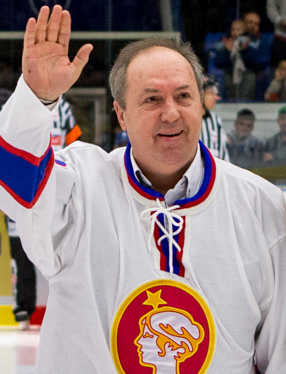
Milan Nový (2014)

Milan Nový (* 23. September 1951 in Kladno, Tschechoslowakei) ist ein ehemaliger tschechoslowakischer Eishockeyspieler, der zweifacher Weltmeister wurde und dreimal mit dem Titel Tschechoslowakischer Spieler des Jahres ausgezeichnet wurde.

## Karriere
Milan Nový begann seine Karriere als Eishockeyspieler 1968 beim HC Kladno, für den er von 1963 bis 1968 bereits in der Jugend gespielt hatte. Nach vier Jahren bei den Profis in der 1. Liga der Tschechoslowakei verließ er seine Heimatstadt Kladno, um während seines Militärdienstes für zwei Jahre für den Armeeklub ASD Dukla Jihlava zu spielen, mit dem er 1974 seinen ersten Meistertitel erreichte. Nach der Saison kehrte er nach Kladno zurück, wo er bis 1982 ununterbrochen spielte und fünfmal Meister wurde (1975, 1976, 1977, 1978 und 1980). 1982 erhielt Nový die Erlaubnis, nach Nordamerika zu wechseln. Während der Saison 1982/83 stand der Angreifer das erste und einzige Mal in seiner Karriere in der National Hockey League unter Vertrag und erzielte 48 Scorerpunkte, darunter 18 Tore, in 73 Spielen für die Washington Capitals und kam in zwei Playoff-Spielen zum Einsatz, in denen er punkt- und torlos blieb.
Im Sommer 1983 kehrte Nový nach Europa zurück und unterschrieb einen Vertrag beim Zürcher SC aus der Schweiz, für den er bis 1985 aktiv war. Anschließend stand er eine Saison lang für den Wiener EV aus Österreich auf dem Eis. Von 1986 bis 1989 spielte Nový schließlich noch einmal beim HC Kladno, schaffte mit diesem 1987 den Wiederaufstieg in die 1. Liga, bevor er 1989 seine Karriere beendete.

### International
Mit der tschechoslowakischen Eishockeynationalmannschaft gewann Milan Nový zwei Weltmeistertitel (1975, 1976), erreichte viermal die Silbermedaille bei Weltmeisterschaften (1975, 1978, 1979, 1982) und einmal die Bronzemedaille (1981). Bei den Olympischen Winterspielen 1976 gewann er mit seiner Mannschaft die Silbermedaille. Zudem erreichte er je eine Silber- und eine Bronzemedaille beim Canada Cup (1976 bzw. 1981).

## Erfolge und Auszeichnungen
- Tschechoslowakischer Spieler des Jahres 1977, 1981 und 1982
- Topscorer (1. Liga) 1973, 1976, 1977, 1978, 1981 und 1982
- Toptorjäger der 1. Liga 1975, 1976 und 1977
- WM-All Star-Team 1976
- Gewinn der Weltmeisterschaft 1976 und 1977
- Gewinn der Silbermedaille bei den Weltmeisterschaften 1975, 1978, 1979 und 1982
- Gewinn der Bronzemedaille bei der Weltmeisterschaft 1981
- Gewinn der Silbermedaille bei den Olympischen Winterspielen 1976
- 1970 Silbermedaille bei der U19-Junioren-Europameisterschaft